# 浅野長太郎
浅野 長太郎（あさの ちょうたろう、1856年9月7日（安政3年8月9日） - 1932年（昭和7年）3月18日）は、明治から大正時代の政治家、銀行家。貴族院多額納税者議員。

## 経歴
越中富山藩領婦負郡笹倉村（富山県婦負郡速星村、婦中町を経て現富山市）で、大地主・浅野為都（ためと）の長男として生まれる。
1884年（明治17年）以降、笹倉村会議員、同議長、速星村会議員、同村長、富山県会議員（3期）、婦負郡会議員、同議長代理、速星村農会長、同学務委員などを歴任した。
1906年（明治39年）富山県多額納税者として補欠選挙で貴族院議員に互選され、同年12月13日から1911年（明治44年）9月28日まで在任した。議員として神通川の治水事業、飛越線の敷設や大日本人造肥料の誘致などに尽力した。
1913年（大正2年）には越中銀行を設立し、同頭取に就任した。